# José Dias de Sousa
José Dias de Sousa (São Raimundo Nonato, 24 de abril de 1878 – São Raimundo Nonato, 7 de dezembro de 1962) foi um advogado, promotor de justiça, militar e político brasileiro.
Era filho de Mariano Dias de Sousa e de Ana Maria da Silveira. Prestou relevantes serviços a comunidade em que nasceu, onde foi advogado, promotor público, prefeito, deputado estadual e tenente-coronel da Guarda Nacional.
Em 20 de janeiro de 1910 por decreto do hoje extinto "Ministério da Justiça e Negócios Interiores" (publicado no Diário Oficial da União de 27 de janeiro de 1910) é nomeado Estado-maior–Tenente-coronel da Guarda Nacional à frente do 153º Batalhão de Infantaria da Comarca de São Raimundo Nonato.
Foi casado em primeiras núpcias, em 1897, com Maria Martins Dias, e em segundas núpcias, em 1911, com Ana da Silva Dias (mãe Dié). Teve 22 filhos. Em sua homenagem, o distrito Várzea Grande onde nasceu foi denominado Coronel José Dias quando de sua elevação a município em 29 de abril de 1992.

## Vida política
Foi nomeado tenente-coronel da Guarda Nacional à frente do 153º Batalhão de Infantaria da Comarca de São Raimundo Nonato em 20 de janeiro de 1910.
Exerceu mandato de deputado estadual na legislatura de 1916 a 1920.
Foi nomeado prefeito de São Raimundo Nonato em 1930.